# April Ivy
April Ivy (Lisboa, 10 de Julho de 1999), nome artístico de Mariana Barreiros dos Santos Gonçalves, é cantora, compositora e atriz. Foi aos 9 anos que se estreou no mundo das artes, dando voz a personagens da Disney, em Tangled, Minnie & You ou Toy Story 3 e trabalhando como atriz. Foi nomeada para os Globo de Ouro de 2017 e  e ganhou o Prémio Revelação da Rádio Nova Era.

## Biografia
Nasceu a 10 de julho de 1999, em Lisboa. Fez o seu percurso escolar num colégio Inglês e teve aulas de piano e canto. Enquanto jovem, integrou, como vocalista e guitarrista, a banda Flames on Fire.
Foi com 14 anos quando já publicava vídeos e covers no Youtube e soundcloud que num projeto escolar, estagiou no Grupo Renascença Multimédia, onde foi descoberta pelo diretor da rádio Mega Hits, Nelson Cunha.
Estreou-se na música aos 16 anos, como artista independente, com o primeiro single, tema da sua autoria, “Be Ok”, que alcançou o primeiro lugar da lista nacional do Spotify, YouTube e iTunes (um sucesso de airplay). Este tema foi responsável pela sua estreia no Festival Meo Sudoeste, foi tema da telenovela teen Massa Fresca e o responsável em 2016, por torná-la a primeira artista portuguesa a assinar um contrato internacional com a Universal Music France. Nesse mesmo ano foi nomeada na categoria de Melhor Artista Portuguesa nos MTV Europe Music Awards.
A partir desse momento, April Ivy foi lançando várias canções, algumas das quais integraram bandas sonoras de telenovelas portuguesas, como aconteceu com Shut Up (um dos temas da novela A Impostora).
Lançou o seu primeiro álbum, “game.of.love”, em 2019, editado pela Warner Music Portugal, onde se destacam os temas Be Ok e Tell Me Baby. “Be Ok”, foi o primeiro single da cantora e produzido em Portugal pelos produtores MINX, Stego e Gallantry.
Broken Apologies, single lançado em 2021.
É em 2023, como compositora convidada pela RTP, que April Ivy participa na edição do Festival da Canção com o tema “Modo Voo”, não tendo sido apurada para a final. Durante este ano lança também novos temas como "Dum Durum", composto e produzido por Stego.
“Can´t Fight This Feeling”, é o primeiro tema após a assinatura pela Sons em Trânsito, que revela uma sonoridade mais madura e é também o primeiro de vários singles que irá editar mundialmente pela mão de Sandy Roberton (que colaborou com artistas como Avril Lavigne e Florence + The Machine) e a label americana Beverly Martel.  "Can´t Fight This Feeling” foi produzido pela dupla AZTX e co-escrito com April Ivy e Danny Wilkin da Push Baby (fka Rixton).

## Prémios e Reconhecimento
Foi nomeada na categoria de Melhor Artista Portuguesa nos MTV Europe Music Awards de 2016.
Em 2017 foi nomeada para a categoria de Revelação do Ano nos Globos de Ouro da SIC e ganhou o Prémio Revelação da Rádio Nova Era. Ainda em 2017, foi homenageada com uma estrela no Nirvana Studios - Wall of Fame.
Na edição do Festival da Canção de 2023, integrou o grupo de compositores portugueses convidados pela RTP,  para o qual escreve a letra do tema Modo de Voo que chega à semi-final. 